# Armando Gonçalves Costa

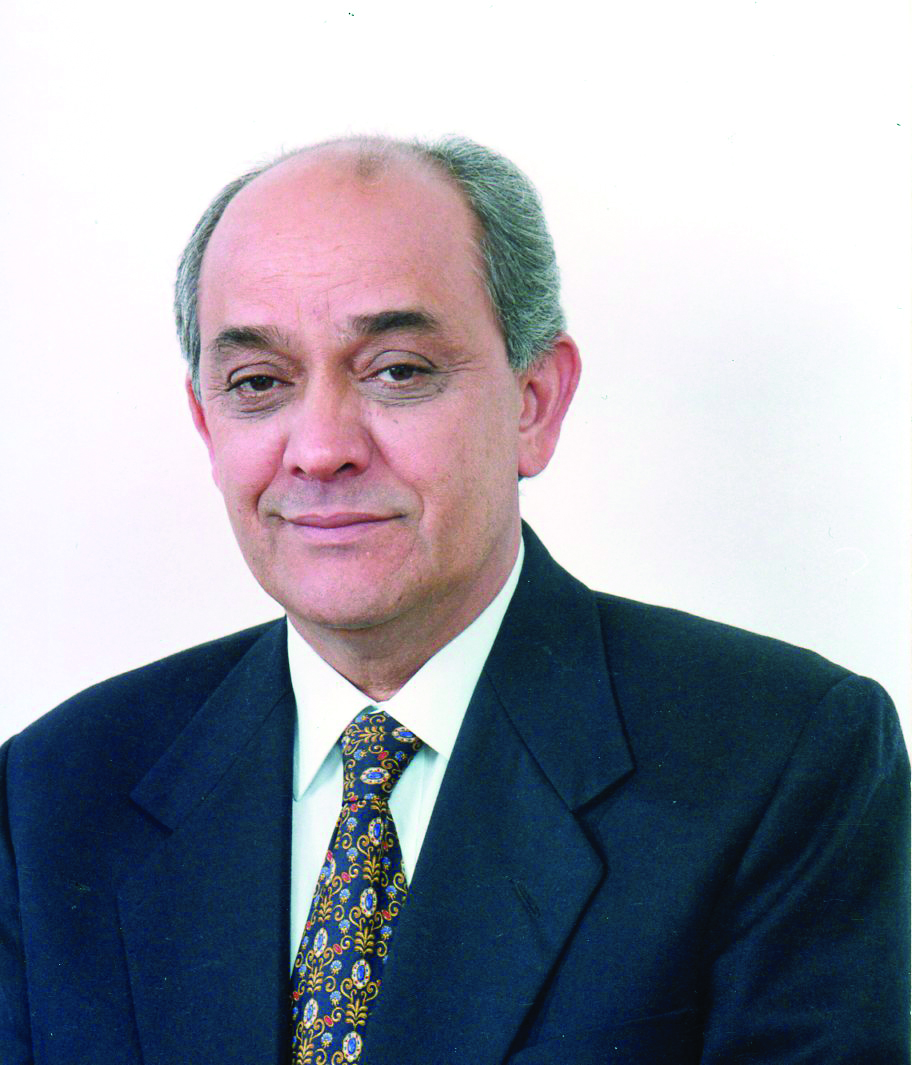

Armando Gonçalves Costa (Felixlândia, 25 de agosto de 1940 - Belo Horizonte, 13 de fevereiro de 2018) foi um médico e político brasileiro do estado de Minas Gerais. Foi deputado estadual de Minas Gerais durante duas legislaturas consecutivas, na 10ª e 11ª legislaturas (1983 - 1991).
Foi também deputado federal por Minas Gerais durante duas legislaturas (1991-1995 e 1995-1999) e secretário de Estado da Saúde de Minas Gerais.

Faleceu 14/02/2018 em Belo Horizonte.